# I liga urugwajska w piłce nożnej (1977)
- Mistrz Urugwaju 1977: Club Nacional de Football
- Wicemistrz Urugwaju 1977: CA Peñarol
- Copa Libertadores 1978: CA Peñarol, Danubio FC
- Spadek do drugiej ligi: River Plate Montevideo
- Awans z drugiej ligi: Fénix Montevideo

Mistrzostwa Urugwaju w roku 1977 były mistrzostwami rozgrywanymi według systemu, w którym wszystkie kluby rozgrywały ze sobą mecze każdy z każdym u siebie i na wyjeździe, a o tytule mistrza i dalszej kolejności decydowała końcowa tabela. Miejsce w końcowej tabeli mistrzostw nie decydowało o prawie gry w międzynarodowych pucharach – o tym zadecydował oddzielny turniej zwany Liguilla Pre-Libertadores, rozegrany na koniec sezonu. Najlepszy klub w tym turnieju uzyskał prawo gry w Copa Libertadores 1978, a drugi miał stoczyć pojedynek barażowy z mistrzem Urugwaju.

## Primera División

### Końcowa tabela sezonu 1977
| Poz | Klub                      | Mecze | Zw | Rem | Por | Pkt | BrZd | BrStr |
| --- | ------------------------- | ----- | -- | --- | --- | --- | ---- | ----- |
| 1   | Club Nacional de Football | 22    | 16 | 4   | 2   | 36  | 54   | 19    |
| 2   | CA Peñarol                | 22    | 14 | 7   | 1   | 35  | 47   | 19    |
| 3   | Defensor Sporting         | 22    | 11 | 8   | 3   | 30  | 31   | 19    |
| 4   | Danubio FC                | 22    | 8  | 9   | 5   | 25  | 28   | 22    |
| 5   | Rentistas Montevideo      | 22    | 6  | 9   | 7   | 21  | 26   | 27    |
| 6   | CA Bella Vista            | 22    | 5  | 10  | 7   | 20  | 27   | 27    |
| 7   | Montevideo Wanderers      | 22    | 6  | 8   | 8   | 20  | 24   | 30    |
| 8   | Liverpool Montevideo      | 22    | 5  | 9   | 8   | 19  | 21   | 27    |
| 9   | Sud América Montevideo    | 22    | 6  | 5   | 11  | 17  | 19   | 32    |
| 10  | CA Cerro                  | 22    | 5  | 5   | 12  | 15  | 23   | 40    |
| 11  | River Plate Montevideo    | 22    | 5  | 4   | 13  | 14  | 17   | 34    |
| 12  | Huracán Buceo Montevideo  | 22    | 2  | 8   | 12  | 12  | 18   | 39    |

### Klasyfikacja strzelców bramek
| Gole | Piłkarz         | Klub       |
| ---- | --------------- | ---------- |
| 19   | Fernando Morena | CA Peñarol |